# Silvestro Ferrari
Silvestro Andreino Ferrari (Vescovato, 13 settembre 1930 – Varazze, 29 agosto 1986) è stato un politico italiano.

## Biografia
Esponente della Democrazia Cristiana, viene eletto deputato per tre volte a partire dal 1976. Dal 1981 al 1983 è sottosegretario al ministero delle partecipazioni statali durante i governi Spadolini I, Spadolini II e Fanfani V
Dopo la morte, avvenuta nel 1986, viene sostituito alla Camera dei Deputati da Ettore Palmiro Pedroni.